# Lisle-sur-Tarn
Lisle-sur-Tarn – miejscowość i gmina we Francji, w regionie Oksytania, w departamencie Tarn. W 2013 roku jej populacja wynosiła 4497 mieszkańców. Przez gminę przepływa rzeka Tarn. 